# Dark Eyes
I mitten av 2004 gjorde Alien ett framträdande på Göteborgskalaset. Tony Borg och Jim blev inspirerade och skrev ett nytt album (Dark Eyes) som senare släpptes under andra halvan av 2005.

## Låtlista
1. Dark Eyes
2. Don't Go Away
3. Oh Sarah
4. Fallen Eagle
5. Leathel Woman
6. Wild One
7. Don't Fight It
8. Riding With The Wind
9. Are You Ready
10. Fire (the Game)
11. SheryLee

## Bandet
- Jim Jidhed - Sång & Gitarr
- Tony Borg - Gitarr
- Mats Sandborgh - Keyboards
- Berndt Ek - Bas
- Jan Lundberg - Trummor